# Direktflyg
Direktflyg egentligen Svenska Direktflyg AB, var ett svenskt regionalflygbolag med huvudkontor och callcenter I Stockholm, Sverige. Bolaget verkade också inom flygplansleasing genom sitt dotterföretag Largus Aviation AB.

## Historia
Svenska Direktflyg bildades 2002 genom en sammanslagning av Highland Air, Airborne of Sweden och Skyways Regional. Alla tre flygbolagen ingick i Skyways-koncernen före sammanslagningen.
Flyglinjen mellan Seinäjoki och Helsingfors startad i maj 2012 upphörde den 28 mars 2013 Sedan januari 2015 har bolaget kraftigt reducerat sina destinationer och har inga egna flygningar utan de genomförs av flygbolaget AIS Airlines. Bolaget har inga egna flygplan, utan de ägs av AIS Airlines.
Från och med juli 2018 utför flygbolaget Amapola Flyg flygningar till Norrland till de orter som det konkursade Nextjet flög.

## Destinationer och Flygrutter

### Destinationer
| Land    | Stad       | IATA | ICAO | Flygplats               | Noteringar |
| ------- | ---------- | ---- | ---- | ----------------------- | ---------- |
| Sverige | Stockholm  | ARN  | ESSA | Stockholm-Arlanda       |            |
| Sverige | Hemavan    | HMV  | ESUT | Hemavan Tärnaby Airport |            |
| Sverige | Vilhelmina | VHM  | ESNV | South Lappland Airport  |            |
| Sverige | Lycksele   | LYS  | ESNL | Lycksele Airport        |            |
| Sverige | Umeå       | UME  | ESNU | Umeå Airport            |            |
| Sverige | Kramfors   | KRF  | ESNK | Höga Kusten Airport     |            |
| Sverige | Östersund  | OSD  | ESNZ | Åre Östersund Airport   |            |
| Sverige | Sveg       | EVG  | ESND | Härjedalen Sveg Airport |            |
| Sverige | Torsby     | TYF  | ESST | Torsby flygplats        |            |
| Sverige | Hagfors    | HFS  | ESOH | Hagfors Airport         |            |

### Flygrutter
- Stockholm Arlanda-Kramfors-Hemavan
  - Flygs av Amapola Flyg
- Stockholm Arlanda-Lycksele-Vilhelmina
  - Flygs av Amapola Flyg
- Stockholm Arlanda-Hagfors-Torsby
  - Flygs av AIS Airlines
- Stockholm Arlanda-Sveg
  - Flygs av AIS Airlines
- Umeå-Östersund
  - Flygs av AIS Airlines

## Flotta
| Flygplanstyp    | Antal | Passagerare | I tjänst | Övrigt                |
| --------------- | ----- | ----------- | -------- | --------------------- |
| Jetstream 31/32 | 3     | 19          | 2002     | Flygs av AIS Airlines |
| Fokker 50       | 2     | 50          | 2018     | Flygs av Amapola Flyg |

## Källhänvisningar
1. 1 2 3 4  ”Svenska Direktflyg AB”. 121.nu ESEA Invest AB. Arkiverad från originalet den 2 maj 2013. https://archive.is/20130502170514/http://www.121.nu/onetoone/foretag/svenska-direktflyg-ab. Läst 8 april 2013.
2. ↑  ”Direktflyg slutar flyga inrikes i Finland”. www.svenskaflygbolag.com. 28 mars 2013. http://www.svenskaflygbolag.com/. Läst 11 april 2013.
3. ↑  ”Arkiverade kopian”. Arkiverad från originalet den 14 augusti 2019. https://web.archive.org/web/20190814184245/https://www.direktflyg.com/. Läst 14 augusti 2019.
4. ↑  ”Arkiverade kopian”. Arkiverad från originalet den 14 augusti 2019. https://web.archive.org/web/20190814184349/https://www.direktflyg.com/contacts/flygplan.html/. Läst 5 september 2019.